# Bega de Cumberland (santa)
Santa Bega de Cumberland fue una supuesta princesa y virgen de la Alta Edad Media.

## Biografía
Nacida en Irlanda en fecha desconocida, Bega fue prometida en matrimonio a un príncipe vikingo «hijo del rey de Noruega». La joven, quien no deseaba casarse, «huyó a través del mar de Irlanda para arribar a St Bees en la costa cumbriense. Allí se estableció por un tiempo, llevando una vida de piedad ejemplar; entonces, temiendo los ataques de los piratas que estaban empezando a lo largo de la costa, se trasladó a Northumbria». Lo más probable es que estos acontecimientos ocurriesen después de 850, cuando los vikingos se asentaron en Irlanda. El registro de la huida de Bega figura en la obra de mediados del siglo xiii Vita et Miracula S Bege Virginis in Privincia Northanhimborum, parte de una colección de hagiografías de santos ingleses miembros de la Abadía de Holmcultram. Según este documento:

Bega halló un lugar cubierto por un denso bosque, admirablemente adaptado para una vida solitaria. Deseando dedicar su vida a Dios, construyó para ella una celda virgen en una arboleda cerca de la costa, donde permaneció por muchos años en estricta reclusión. Con el transcurso del tiempo la región empezó a ser frecuentada por piratas. Sin embargo la buena santa no tenía miedo a la muerte, ni a la mutilación, ni a la pérdida de bienes, de los cuales fue desprovista a excepción de su brazalete, pero temía la pérdida de su virginidad, el más preciado tesoro con que el Cielo puede dotar a su sexo. Por mandato divino Bega apresuró su salida del lugar, pero fue inducida a dejar su brazalete tras ella, para que los milagros en los siglos venideros pudieran realizarse en ese vecindario en testimonio de su santa vida.

Este relato sostiene que Bega vivió en reclusión a sugerencia de San Oswaldo de Bernicia y que, tras viajar a Northumbria, fue admitida por San Aidan de Lindisfarne para profesar los votos sagrados. También afirma que la santa fundó la Abadía de Hartlepool, aunque historiadores modernos creen que el autor de la vita elaboró una composición tomando prestados elementos de las vidas de Heui, quien fundó realmente el convento, y Begu, quien aparece en la biografía de Santa Hilda de Whitby escrita por San Beda. Esta confusión provocó que Bega fuese situada en el siglo vii, lo cual resulta inconsistente debido a que los vikingos, supuestamente responsables de que la santa se viese obligada a huir a St Bees, no llegaron a Irlanda hasta aproximadamente 795.

## Milagros

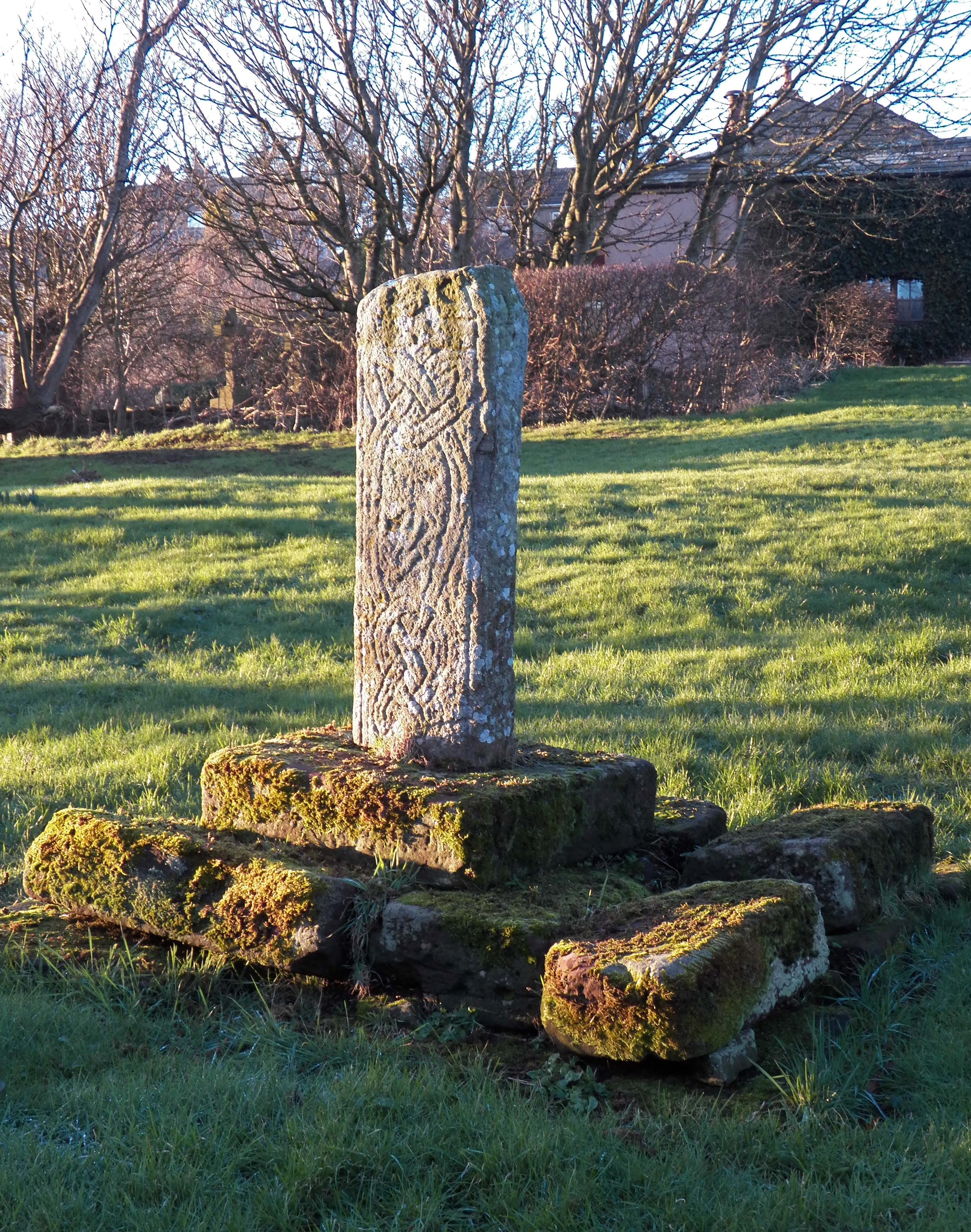
Cruz del siglo x en el Priorato de St Bees.

Bega está vinculada a una leyenda sobre numerosos milagros, el más famoso de ellos el «milagro de la nieve», el cual aparece descrito en la vita de la santa:

Ranulf le Meschin había dotado al monasterio con sus tierras, pero más tarde se desarrolló una demanda sobre su extensión. Los monjes temían una injusticia. El día señalado para la inspección de los límites llegó – y, he aquí, hubo una densa nevada sobre todas las tierras circundantes pero ni un copo en las tierras del priorato.

Esta versión, relatada como un milagro ocurrido mucho después de la muerte de Bega y que a su vez vincula a los monjes del priorato normando, también se encuentra, con algunos cambios, en el manuscrito de Sandford. Esta variante fue escrita en inglés tras la disolución del priorato benedictino (después de 1539) y se encontraba anteriormente en los archivos del dean y el cabildo en la Catedral de Carlisle. Este confuso relato es aún menos probable y sitúa el milagro en vida de la santa. La vita contiene registros de nueve milagros producto de la influencia de Bega que en realidad constituyen un conjunto de cuentos populares. El primero concierne a un ladrón de Galloway que se disponía a robar un caballo; su madre le advirtió del peligro de hurtar en las tierras de Santa Bega, pero él, desdeñoso y poniendo las manos sobre sus nalgas, dijo burlonamente: «¿Qué puede hacerme esa pequeña vieja?». A medida que escapaba a lomos del caballo robado, varias flechas fueron disparadas tras él mientras el hombre se agachaba, y estas se clavaron en su trasero. El tercero versa sobre Godard de Millom, cuyos hombres no sacaron a sus caballos extraviados de los pastos de los monjes a los que habían ido a parar. Cuando los hombres llegaron para ensillar los caballos, encontraron los cascos casi cortados, y en señal de penitencia Godard entregó el terreno a los monjes. El séptimo relata lo ocurrido a tres hombres de Workington encerrados en el Castillo de Egremont por haber dado muerte a un hombre durante una pelea estando ebrios; tras confesar sus pecados a Santa Bega, fueron auxiliados por ella y encontraron refugio en St Bees. Por su parte, el noveno y último cuento relata la historia de dos hermanos enfermos que, tras haber tenido una visión en Tynmouth, viajaron a St Bees en una carreta y fueron curados de su dolencia, dejando el vehículo en señal se gratitud. 
Del mismo modo, los registros del Priorato de St Bees recogen múltiples milagros obrados por intercesión de la santa: en 1310 «Dios obró muchos milagros por las oraciones y los méritos de Santa Bega... para la edificación de todo el pueblo con muchos testigos oculares». A su vez, en 1323 «cierto muchacho irlandés recibió su visión en la Capilla de Santa Bega a través de los méritos y oraciones de la mencionada virgen, con toda la comunidad presenciándolo».

## Veneración

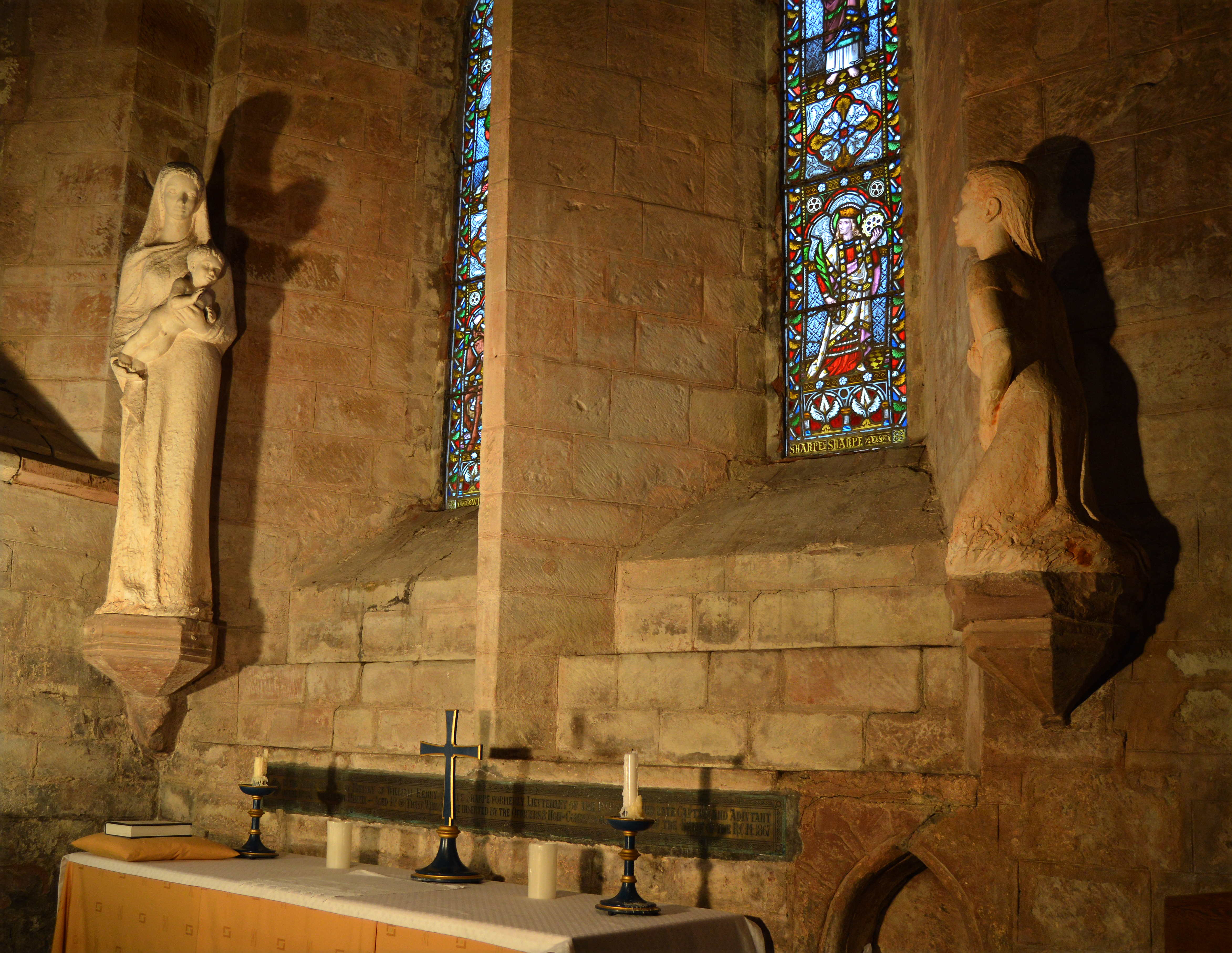
Visión de Santa Bega, por Josefina de Vasconcellos.

El nombre de la aldea de Kirkeby Becok empleado en las cartas del Priorato de St Bees en tiempos de Enrique II y Ricardo I, así como la fraseología de las primeras epístolas, indican la existencia de una iglesia prenormanda en St Bees dedicada a Bega. En la primera carta del priorato benedictino figura el nombre de Gillebecoc como uno de los testigos; esto significa que era devoto de Beghoc, lo cual denota que había un culto a la santa.
El escritor de la vita relata que a Bega le fue entregado un brazalete en Irlanda a través de un ser celestial, objeto que dejó en St Bees cuando se trasladó a Northumberland. La joya fue descrita como una pulsera con una cruz sobre ella, lo cual encaja con el estilo predominante en los siglos ix y x. La pieza aparece mencionada numerosas veces en las cartas del priorato, una de ellas fechada en pleno siglo xiii, cuando John de Hale prestó juramento «habiendo tocado los objetos sagrados... y sobre el brazalete de Santa Bega». Por su parte, un pergamino de los años 1516-1517 recoge ofertas monetarias a la joya, por lo que el culto y la reliquia seguían siendo importantes casi a comienzos de la Baja Edad Media.

### Celebración

#### Día de Santa Bega
Hacia 1400 figura registrada la celebración del día de Santa Bega en la casa madre de la Abadía de Santa María, en York. Un libro de las horas del siglo xv conservado en la biblioteca Bodleiana y procedente de la abadía fecha la festividad el 7 de noviembre; desde este descubrimiento, Santa Bega se celebra en St Bees dicho día.

#### Himno a Santa Bega
El himno a Santa Bega, Oracio ad Sanctam Begam, fue hallado a finales del siglo xx en el mismo libro de las horas en que figura el día de su festejo. Se supone con total seguridad que el himno era entonado el día de la conmemoración de la santa, recibiendo su primera interpretación moderna, con un coro dirigido por Hugh Turpin, el día de Santa Bega de 1981 en el Priorato de St Bees, para lo cual se hizo uso de la composición original para orquesta y se alteró el repique de las campanas. 

## Existencia
Los eruditos actuales tienden a tratar a Santa Bega como un culto en vez de como un personaje histórico. De acuerdo con un experto: «El descubrimiento de inconsistencias entre estos textos medievales, junto con el significado ligado a sus joyas (se dice que las dejó en Cumbria cuando partió hacia el noreste), indican ahora que la abadesa nunca existió. [...] Más plausible es la sugerencia de que Santa Bega era la personificación de un culto cumbriense centrado en "su" brazalete (en inglés antiguo: beag)». La edición de 1999 del Diccionario de la Biografía Nacional incluye un artículo del historiador Robert Bartlett el cual trata a la santa como una figura mítica. Un documento de 1980 de John Todd ofrece a su vez una revisión completa de las referencias históricas disponibles hasta ese entonces, incluyendo una discusión sobre su existencia y terminando con las siguientes palabras: «Debemos buscar a la histórica Santa Bega, no en los gloriosos años del Reino de Northumbria, sino en los oscuros años de su caída. Pero nuestra búsqueda puede ser decepcionante».

## Leyenda moderna
El historiador del siglo xvi John Leland parece ser el responsable del inicio de la leyenda del convento al referirse a un «pequeño monasterio humilde». Desafortunadamente, algunos historiadores locales del siglo xix aceptaron incuestionablemente la datación previkinga en la vita y, presumiblemente incitados por Leland, embellecieron el relato de la santa con la fundación de un convento. En palabras de John Todd en 1980: «Los historiadores locales en el siglo pasado no tenían duda sobre la respuesta. Ella era una santa irlandesa que cruzó el mar hacia 650 para fundar un convento en St Bees, el cual fue destruido en la invasión vikinga. Pero no hay evidencia en la vita o en otro lugar de que la vida de Bega en St Bees fuese más que solitaria». Lamentablemente, la muy dudosa datación en el siglo vii y el convento imaginario fueron perpetuados hasta la actualidad en numerosas guías, incluyendo The Buildings of England: Cumberland and Westmorland, de Nikolaus Pevsner.

## Santa Bega en la literatura moderna
Melvyn Bragg escribió una extensa novela histórica, Credo, en la que Bega figura como el personaje principal, recopilando los eventos y las fechas de varios siglos en la vida de la santa. No obstante, esta obra está libremente considerada como un mero ejercicio artístico, a diferencia del autor de la vita, aunque despertó un renovado interés en la figura de Bega.
En 2000, el escritor local Jill Hudson recibió por parte del Priorato de St Bees el encargo de escribir una obra sobre la santa para celebrar el milenio. Esta obra, titulada El brazalete de Santa Bega, fue representada en el priorato por tres noches en noviembre de 2000, mientras que una adaptación libre de Gus Kennedy fue estrenada de manera similar en el priorato en noviembre de 2010 durante la semana de la fiesta en honor a Santa Bega. Por su parte, en 2017 Lorna Goodison publicó el poema A través de los campos a Santa Begas en The Guardian.

## Iglesias dedicadas a Santa Bega
La iglesia parroquial de Bassenthwaite, en Cumbria, algo distante al sur del pueblo, cerca del lago homónimo, está dedicada a Santa Bega. Fue construida alrededor de 950 y sigue empleándose para oficios regulares y bodas (ostenta el grado II en la lista de monumentos clasificados del Reino Unido). La iglesia católica de St Begh en Whitehaven, fechada en la década de 1860, está igualmente dedicada a la santa. Sumado a lo anterior, la parroquia ortodoxa, con servicios en Keswick y la Capilla de Braithwaite, está dedicada a Santa Bega, San Mungo y San Herbert.